# Erechim Coroados
Erechim Coroados é uma equipe gaúcha de futebol americano, da cidade de Erechim. Localizado no norte do Rio Grande do Sul, tendo como Head Coach o ex linebacker e coordenador defensivo Will Fantin, de 39 anos. 

## História
O time surgiu em 2015, sendo nomeado em homenagem aos índios Coroados, que viveram na região e ficaram conhecidos por usar uma "coroa" de penas.
Em 2018, o Coroados se registrou na FGFA e participou de sua primeira competição oficial e federada, a Copa RS de Futebol Americano. Em 2019, participou do seu primeiro campeonato gaúcho de futebol americano. Após o período turbulento da pandemia, a equipe retornou as competições em 2022, disputando o campeonato gaúcho e a copa RS no segundo semestre, sendo vice campeão da competição. 
No ano de 2023, disputo o campeonato gaúcho no primeiro semestre, ficando em quarto lugar e no segundo semestre, chegou aos playoffs do campeonato brasileiro da D2 (CBFA). 
No final do ano de 2023, o HEAD COACH Will Fantin, foi eleito o melhor HC da competição nacional. 
Hoje, o Erechim Coroados, se prepara para as competições do ano de 2024, sendo apoiado pelo PRO ESPORTE. A equipe busca entrar no cenário nacional de vez.
Em 2019, a equipe participou pela primeira vez do Campeonato Gaúcho de Futebol Americano.